# Mehdy Metella
Mehdy Metella (Cayenne, 17 juli 1992) is een Frans zwemmer die is gespecialiseerd in de vrije slag en de vlinderslag. Mehdy is de jongere broer van Malia Metella. Hij vertegenwoordigde zijn vaderland op de Olympische Zomerspelen 2016 in Rio de Janeiro

## Carrière
In 2010 behaalde Metella de gouden medaille op de 100 meter vrije slag op de Olympische Jeugdzomerspelen in Singapore. Bij zijn internationale seniorendebuut, op de Europese kampioenschappen kortebaanzwemmen 2010 in Eindhoven, strandde de Fransman in de halve finales van de 100 meter vrije slag en de 50 en de 100 meter vlinderslag. Op de 50 en 200 meter vrije slag en de 50 meter rugslag werd hij uitgeschakeld in de series.
Tijdens de Europese kampioenschappen kortebaanzwemmen 2011 in Szczecin strandde Metella in de halve finales van de 100 meter vrije slag, op de 200 meter vrije slag, 50 meter rugslag en de 50 en 100 meter vlinderslag werd hij uitgeschakeld in de series. Samen met Jordan Coelho, Hugues Duboscq en Amaury Leveaux strandde hij in de series van de 4x50 meter wisselslag.
Op de Europese kampioenschappen zwemmen 2012 in Debrecen werd de Fransman uitgeschakeld in de series van de 100 meter vlinderslag. Op de 4x100 meter vrije slag zwom hij samen met Alain Bernard, Lorys Bourelly en Jérémy Stravius in de series, in de finale werden Bernard en Stravius samen met Amaury Leveaux en Frédérick Bousquet Europees kampioen. Voor zijn aandeel in de series ontving Metella eveneens de gouden medaille.
Samen met Benjamin Stasiulis, Hugues Duboscq en Romain Sassot zwom hij in de series van de 4x100 meter wisselslag, in de finale eindigden Stasiulis, Duboscq en Sassot samen met Alain Bernard op de vierde plaats. In Chartres nam Metella deel aan de Europese kampioenschappen kortebaanzwemmen 2012. Op dit toernooi veroverde hij de bronzen medaille op de 100 meter vlinderslag, daarnaast eindigde hij als zevende op de 50 meter vlinderslag en strandde hij in de series van de 200 meter vrije slag. Op de 4x50 meter vrije slag zwom hij samen met Amaury Leveaux, Joris Hustasche en Grégory Mallet in de series, in de finale sleepte Leveaux samen met Florent Manaudou, Frédérick Bousquet en Jérémy Stravius de Europese titel in de wacht. Samen met Amaury Leveaux, Charlotte Bonnet en Béryl Gastaldello zwom hij in de series van de gemengde 4x50 meter vrije slag, in de finale legden Frédérick Bousquet, Florent Manaudou, Camille Muffat en Anna Santamans beslag op de Europese titel. Voor zijn aandeel in de series van beide estafettes ontving Metella twee gouden medailles.
Tijdens de wereldkampioenschappen zwemmen 2013 in Barcelona werd de Fransman uitgeschakeld in de series van de 100 meter vlinderslag. Op de Europese kampioenschappen kortebaanzwemmen 2013 in Herning strandde Metella in de halve finales van zowel de 50 als de 100 meter vlinderslag en in de series van de 100 meter vrije slag. Op de 4x50 meter vrije slag eindigde hij samen met Jérémy Stravius, Fabien Gilot en Clément Mignon op de vierde plaats. Samen met Clément Mignon, Cloé Hache en Anna Santamans zwom hij in de series van de gemengde 4x50 meter vrije slag, in de finale eindigde Santamans samen met Fabien Gilot, Jérémy Stravius en Mélanie Henique op de vijfde plaats.
In Berlijn nam de Fransman deel aan de Europese kampioenschappen zwemmen 2014. Op dit toernooi strandde hij in de halve finales van de 100 meter vlinderslag en in de series van de 100 meter vrije slag. Op de 4x100 meter vrije slag werd hij samen met Fabien Gilot, Florent Manaudou en Jérémy Stravius Europees kampioen. Samen met Jérémy Stravius, Giacomo Perez Dortona en Fabien Gilot behaalde hij de zilveren medaille op de 4x100 meter wisselslag. Tijdens de wereldkampioenschappen kortebaanzwemmen 2014 eindigde Metella als zevende op de 50 meter vlinderslag, daarnaast werd hij uitgeschakeld in de halve finales van zowel de 100 meter vrije slag als de 100 meter vlinderslag. Op de 4x100 meter vrije slag werd hij samen met Clément Mignon, Fabien Gilot en Florent Manaudou wereldkampioen op de 4x100 meter vrije slag. Met een tijd van 3.03,78 zwom het Franse viertal tevens een Europees record. Samen met Benjamin Stasiulis, Giacomo Perez Dortona en Florent Manaudou veroverde hij de zilveren medaille op de 4x50 meter wisselslag. Op de 4x100 meter wisselslag sleepte hij samen met Florent Manaudou, Giacomo Perez Dortona en Clément Mignon de bronzen medaille in de wacht.
Op de Wereldkampioenschappen zwemmen 2015 in Kazan eindigde de Fransman als vijfde op de 100 meter vlinderslag. Samen met Fabien Gilot, Florent Manaudou en Jérémy Stravius werd hij wereldkampioen op de 4x100 meter vrije slag. Op de 4x100 meter wisselslag legde hij samen met Camille Lacourt, Giacomo Perez Dortona en Fabien Gilot beslag op de bronzen medaille.
In Londen nam Metella deel aan de Europese kampioenschappen zwemmen 2016. Op dit toernooi veroverde hij de bronzen medaille op de 100 meter vlinderslag, op de 100 meter vrije slag strandde hij in de series. Samen met Benjamin Stasiulis, Giacomo Perez Dortona en Florent Manaudou behaalde hij de zilveren medaille op de 4x100 meter wisselslag. Tijdens de Olympische Zomerspelen van 2016 in Rio de Janeiro eindigde de Fransman als zesde op de 100 meter vlinderslag. Op de 4x100 meter vrije slag sleepte hij samen met Fabien Gilot, Florent Manaudou en Jérémy Stravius de zilveren medaille in wacht.

## Internationale toernooien
| Jaar | Olympische Spelen                       | WK langebaan                                                | WK kortebaan | EK langebaan | EK kortebaan |
| ---- | --------------------------------------- | ----------------------------------------------------------- | --- | --- | --- |
| 2010 |                                         |                                                             | geen deelname | geen deelname | 31e 50m vrije slag 14e 100m vrije slag 38e 200m vrije slag 28e 50m rugslag 16e 50m vlinderslag 16e 100m vlinderslag                                                     |
| 2011 |                                         | geen deelname                                               | | | 12e 100m vrije slag 20e 200m vrije slag 42e 50m rugslag 22e 50m vlinderslag 27e 100m vlinderslag 15e 4x50m wisselslag                                                   |
| 2012 | geen deelname                           |                                                             | geen deelname | 18e 100m vlinderslag · 4x100m vrije slag · Metella zwom enkel de series · 4e 4x100m vrije slag gemengd · Metalla zwom enkel de series | 13e 200m vrije slag · 7e 50m vlinderslag · 100m vlinderslag · 4x50m vrije slag · Metella zwom enkel de series · 4x50m vrije slag gemengd · Metalla zwom enkel de series |
| 2013 |                                         | 30e 100m vlinderslag                                        | | | 24e 100m vrije slag 14e 50m vlinderslag 13e 100m vlinderslag 4e 4x50m vrije slag DSQ 4x50m wisselslag 5e 4x50m vrije slag gemengd Metalla zwom enkel de series          |
| 2014 |                                         |                                                             | 9e 100m vrije slag · 7e 50m vlinderslag · 12e 100m vlinderslag · 4x100m vrije slag · 4x50m wisselslag · 4x100m wisselslag | 21e 100m vrije slag · 9e 100m vlinderslag · 4x100m vrije slag · 4x100m wisselslag                                                     | |
| 2015 |                                         | 5e 100m vlinderslag · 4x100m vrije slag · 4x100m wisselslag | | | geen deelname |
| 2016 | 6e 100m vlinderslag · 4x100m vrije slag |                                                             | 6-11 december 2016 | 11e 100m vrije slag · 100m vlinderslag · 4x100m wisselslag                                                                            | |

## Persoonlijke records
Bijgewerkt tot en met 7 augustus 2016
Kortebaan
| Afstand          | Tijd  | Datum            | Plaats      |
| ---------------- | ----- | ---------------- | ----------- |
| 100m vrije slag  | 46,69 | 21 november 2014 | Montpellier |
| 100m vlinderslag | 50,20 | 20 november 2014 | Montpellier |

Langebaan
| Afstand          | Tijd  | Datum           | Plaats         |
| ---------------- | ----- | --------------- | -------------- |
| 100m vrije slag  | 48,08 | 7 augustus 2016 | Rio de Janeiro |
| 100m vlinderslag | 51,24 | 8 augustus 2015 | Kazan          |